# 1a Divisió (Exèrcit Popular de la República)
La 1a Divisió va ser una de les divisions de l'Exèrcit Popular de la República que es van organitzar durant la Guerra Civil espanyola sobre la base de les Brigades Mixtes. Va estar desplegada en el front de la Serra de Guadarrama.

## Historial
La divisió va ser creada el 31 de desembre de 1936 a partir de les forces milicianes del sector de Somosierra que manava el tinent coronel Enrique Jurado Barrio. La seva caserna general es trobava en Loyozuela. La unitat guarnia el sector secundari del Escorial, per la qual cosa la 1a Divisió no va intervenir en cap operació militar destacada, limitant-se a labors de fortificació i petites escaramusses. Va desaparèixer al final de la guerra, al març de 1939.

## Comandaments
Comandants
- tinent coronel Enrique Jurado Barrio;[3]
- tinent coronel Fernando Cueto Herrero;[n. 1]
- comandant d'infanteria Ernesto Güemes Ramos;
- major de milícies Dionisio Hortelano Hortelano;[5]
- major de milícies Raimundo Calvo Moreno;[6]
- major de milícies Juan Sáez de Diego;

Comissaris
- Alberto Barragán López, del PSOE;
- Victorio Casado Fernández, del PSOE;

Caps d'Estat Major
- comandant de carrabiners Rafael Quintana Vilches;

## Ordre de batalla
| Data             | Cos d'Exèrcit adscrit | Brigades Mixtes integrades | Front de batalla |
| ---------------- | --------------------- | -------------------------- | ---------------- |
| Desembre de 1936 | I Cos d'Exèrcit       | 26a, 27a i 28a             | Centre           |
| Desembre de 1937 | I Cos d'Exèrcit       | 26a i 27a                  | Centre           |
| Abril de 1938    | I Cos d'Exèrcit       | 26a, 27a i 28a             | Centre           |
| Novembre de 1938 | I Cos d'Exèrcit       | 26a i 27a                  | Centre           |